# Война за ландсхутското наследство
Войната за ландсхутското наследство или Ландсхутската наследствена война (на немски: Landshuter Erbfolgekrieg 1504/05, Bayrische Fehde, bayrisch-pfälzischer Erbfolgekrieg) е конфликт (1503 – 1505) за наследството в Бавария-Ландсхут, когато тамошния последен херцог умира без мъжки наследници.

## Предистория
Последният херцог на Херцогство Бавария-Ландсхут или Долна Бавария-Ландсхут Георг (Бавария) умира на 1 декември 1503 г. без мъжки наследник. На 19 септември 1496 г. в завещанието си той определя за своя наследница  дъщеря си Елизабет Баварска (1478 – 1504) и нейния съпруг Рупрехт фон Пфалц (1481 – 1504). Това е противно на „Вителсбахските домашни договори“ от 1329 г. в Павия и 1450 г. След смъртта на баща ѝ тя допринася с действията си за прекратяване на регентския съвет и за избухването на Ландсхутската наследствена война 1504/1505 г.

## Ход на войната
Нейният противник херцог Албрехт IV от Бавария-Мюнхен (с ок. 60 000 души) привлича на своя страна племената и крал Максимилиан I Хабсбургски, Швабския съюз, херцог Улрих I фон Вюртемберг, маркграф Фридрих II фон Бранденбург-Ансбах-Кулмбах и свободния имперски град Нюрнберг (с 5000 души). На страната на Рупрехт фон Пфалц е баща му курфюрст Филип фон Пфалц, кралете на Франция и Бохемия и маркграфа на Баден и така той има общо около 30 000 души.
Рупрехт фон Пфалц е осъден и умира на 20 август 1504 г. от дизентерия. Елизабет продължава войната и нарежда окупацията на градовете Ландсхут, Динголфинг и Мозбург на Изар. Така тя също е осъдена. На 12 септември 1504 г. нейните съюзници от Бохемия губят при Венценбах. Елизабет умира на 15 септември 1504 г.
Войната завършва на 30 юли 1505 г. с решението на римско-немския крал Максимилиан на имперското събрание в Кьолн. За още живите Отхайнрих и Филип, децата на Рупрехт и Елизабет, се създава през 1505 г. херцогството Пфалц-Нойбург.

- Битката при Венценбах през 1504 (в Codex Germanicus)
- Решението в Кьолн през 1505